# Rudi Vaupotič
Rudi Vaupotič (tudi Vavpotič), slovenski filmski snemalec, * 24. marec 1919, Maribor, † 26. junij 2003, Ljubljana.
Vaupotič je kot direktor fotografije sodeloval pri preko šestdesetih filmih, od tega pri petnajstih celovečernih. Leta 1967 je prejel nagrado Prešernovega sklada za »snemalno delo pri kratkem filmu Podobe iz sanj in celovečernem igranem filmu Zgodba, ki je ni«, leta 2003 pa Badjurovo nagrado, ki se podeljuje za življenjsko delo na filmskem področju.

## Filmografija (kot direktor fotografije)
- Praznovanje pomladi (1978, celovečerni igrani film)
- Pomorska impresija (1977, kratki dokumentarni propagandni film)
- Lutkarji (1977, kratki dokumentarni film)
- Povest o dobrih ljudeh (1975, celovečerni igrani film)
- Kras - pravljični svet (1974, kratki dokumentarni turistično-propagandni film)
- Razstava gotske plastike na Slovenskem (1974, kratki dokumentarni film o umetnosti)
- Pastirci (1973, celovečerni igrani film)
- Kamnik (1973, kratki dokumentarni film)
- SLO v Beli krajini (1972, kratki dokumentarni film)
- Poslednja postaja (1971, celovečerni igrani film)
- Opklada (1971, celovečerni igrani film)
- Oxygen (1970, celovečerni igrani film)
- Sedmina (1969, celovečerni igrani film)
- Kekčeve ukane (1968, celovečerni igrani film)
- Zgodba, ki je ni (1967, celovečerni igrani film)
- Na papirnatih avionih (1967, celovečerni igrani film)
- Kje je bil rojen Jacobus Gallus (1967, kratki dokumentarni film)
- Podobe iz sanj (1967, kratki igrani film)
- Podobe neke mladosti (1966, kratki dokumentarni film)
- Zgodba o dveh letih (1965, kratki dokumentarni propagandni film)
- Metalna (1965, kratki dokumentarni propagandni film)
- Žičnica (1965, kratki dokumentarni reklamni film)
- Ljubljana je ljubljena (1965, kratki igrani eksperimentalni film)
- Naročeni ženin (1965, kratki dokumentarni film)
- Malo potepanje (1964, kratki dokumentarni propagandni film)
- Strupi (1964, kratki dokumentarni propagandni film)
- Strogo zaupno (1963, kratki dokumentarni)
- Mali omnibus (1962, kratki igrani satirični film)
- Deklica z rdečim glavnikom (1962, kratki igrani film)
- Zadnja šolska naloga (1961, kratki dokumentarni film)
- Balada o trobenti in oblaku (1961, celovečerni igrani film)
- Romanca o solzi (1961, kratki igrani film)
- Sobota, njegov dan (1960, kratki igrani film)
- Zeleno zlato (1960, kratki dokumentarni gospodarstveni film)
- Janez Cesar (1959, kratki dokumentarni film)
- Tri četrtine sonca (1959, celovečerni igrani film)
- 100 km življenja (1958, kratki dokumentarni reportažni film)
- Poberi denar (1956, kratki dokumentarni film)
- Dolina miru (1956, celovečerni igrani film)
- Tri zgodbe (1955, celovečerni igrani film)
- Plat zvona (1955, kratki dokumentarni film)
- Na svidenje na Ostrožnem (1954, kratki dokumentarni film)
- Nesrečna kost (1954, kratki reklamni film)
- Na-Ma (1953, kratki reklamni film)
- Dedek Mraz veselja čas (1953, kratki dokumentarni reportažni film)
- Mojster Plečnik (1953, kratki dokumentarni film)
- Slovo od Borisa Kidriča (1953, kratki dokumentarni reportažni film)
- Spomini na partizanska leta (1952, kratki dokumentarni film)
- Prvi maj 1952 (1952, kratki dokumentarni reportažni film)
- Trst (1951, celovečerni igrani film)
- Planica Jugoslavija (1950, kratki dokumentarni reportažni film)
- Za novo zemljo in kruh (1950, kratki dokumentarni propagandni film)
- S Titovimi fiskulturniki v Pragi (1949, kratki dokumentarni reportažni film)
- Planica 1949 (1949, kratki dokumentarni reportažni film)
- Vode nam bodo pokorne (1949, kratki dokumentarni film)
- Med zagorskimi rudarji (1949, kratki dokumentarni film)
- Uničujmo koloradskega hrošča (1948, kratki dokumentarni)
- Filmski obzornik 29 (1948, kratki dokumentarni novičarski film)
- Filmski obzornik 32 (1948, kratki dokumentarni novičarski film)
- Filmski obzornik 31 (1948, kratki dokumentarni novičarski film)
- Balkanijada v vajah na orodju (1948, kratki dokumentarni reportažni film)
- Filmski obzornik 28 (1948, kratki dokumentarni novičarski film)
- O gradnjah LRS v letu 1947 v borbi za plan (1948, kratki dokumentarni propagandni film)